# Дзінґікан
Дзінґікан (яп. 神祇官, дзінґі-кан або камі-дзукаса, камі-цукаса, канцукаса, «Рада синто») — управління богів Неба (神) і Землі (祇), найвищий орган уряду японської держави. Виконував функції ради у справах традиційної релігії синто. Належав до найважливіших відомств типу кан (官), разом із Дайдзьокан. Був заснований у 8 столітті кодексом Тайхо-рьо. У 19 столітті, у період Мейдзі, був встановлений заново. Сьогодні не існує.

## Місцезнаходження
Первісно дзінґікан знаходився у столиці, у межах палацової території, на південь від воріт Ікухомон (郁芳門, «Благовонних воріт»), що були найпівденнішими воротами східної сторони палацових стін. Місце, де знаходилось управляння богів, називалось містечком Дзінґі (神祇町)
Разом із занепадом системи ріцурьо у 12 столітті, дзінґікан було перенесено до святилища Йосіда (吉田神社). Там він знаходився у період Едо.

## Функції
Дзінґікан відав церемоніями вщанування богів, організацією свят мацурі, проведенням свят дайдзьосай і тамасідзуме но мацурі, ворожбою, а також контролював усіх синтоїстських священників (祝部, хафурібе) країни.
Більшість церемоній і свят, які проводили чиновники з дзінґікан, були пов'язані з долею імператора і його родини, і відповідно мали державне значення. Ці заходи відрізнялися від свят регіональної знаті чи простолюдинів. Голова управління богів дзінґі-хаку (神祇伯) поєднував також посади найстаршого чи середнього імператорського радника дайнаґон чи тюнаґон (中納言), і наближеною до монарха особою.

## Чиновники
У дзінґікан працювало близько 100 чиновників і їх слуг. Основні чини, по 1 чоловіку на посаду. подано нижче:
- Голова(伯 [1]) — Дзінґі-хаку (神祇伯);
Японська вимова — Канцукаса но камі;
Китаєзовані назви — 大常伯, 大常卿, 大卜令, 祠部尚書, 祠部郎中;
Ранг — Малий 4-й нижній (従四位下, дзюсі'і-ґе) ;
- Заступники (副):
Старший заступник — Дзінґі-дайфуку, дзінґі но тайфу, дзінґі-дайбу, (神祇大副);
Японська вимова — Канцукаса но ооі-суке;
Китаєзовані назви — 大常少卿, 祠部員外郎;
Ранг — Малий 5-й нижній (従五位下, дзюґоі-ґе);
Молодший заступник — Дзінґі-сьофуку, дзінґі но сьофу, дзінґі-сьо, (神祇少副);
Японська вимова — Канцукаса но сунаі-суке;
Китаєзовані назви — 大常少卿, 祠部員外郎;
Ранг — Великий 6-й верхній (正六位上, сьорокуі-дзьо);
- Помічники (祐):
Старший помічник — Дзінґі но дай'ю, дзінґі-дайдзьо (神祇大祐);
Японська вимова — Канцукаса но ооі-мацурікото-хіто;
Китаєзовані назви — 大常丞, 大卜丞;
Ранг — Малий 6-й верхній (従六位上, дзюрокуі-дзьо);
Молодший помічник — Дзінґі но сьою, дзінґі-сьодзьо (神祇少祐);
Японська вимова — Канцукаса но сунаі-мацурікото-хіто;
Китаєзовані назви — 大常丞, 大卜丞;
Ранг — Малий 6-й нижній (従六位下, дзюрокуі-ґе);
- Писарі (史):
Старший писар — Дзінґі дайсі (神祇大史);
Японська вимова — Камі цукаса но ооі-сокан;
Китаєзовані назви — 大常録事, 大常主簿, 大卜令史, 祠部主事, 祠部令史;
Ранг — Великий 8-й нижній (正八位下, сьохатіі-ґе);
Молодший писар — Дзінґі сьосі (神祇少史);
Японська вимова — Камі цукаса но сунаі-сокан;
Китаєзовані назви — 大常録事, 大常主簿, 大卜令史, 祠部主事, 祠部令史;
Ранг — Малий 8-й верхній (従八位上, дзюхатіі-дзьо);

У середньовіччі, впродовж декількох століть, посаду голови управління займали представники роду Сіракава (白川家). Попри те, що голови дзінґікан були підданими імператора, їхні жрецькі функції дозволяли їм мати тутул принців (王, о). Через це рід Сіракава інколи називали Сіракава Хакуо (白川伯王) — рід принців Сіракава, голів управління богів.

## 19 століття
Під час реставрації Мейдзі 1868 року Дзінґікан було відновлено як Раду синто. Вона виконувала функції ради у справах релігії і займалася проповідуванням синто і боротьбою за відокремлення буддизму від традиційної японської релігії. До Ради були також прикріплені два відомства, які займалися місійною діяльністю і доглядом Імператорських могил та мавзолеїв.
1871 року управління дзінґікан було перетворено на Міністерство синто. Проте вже наступного 1872 року його ліквідували і замість нього постало Міністерство релігій.
Після ліквідації Ради синто частина японських націоналістів наполягала на її відновленні. На їхню вимогу Раду відновили 1940 року як Палату синто (神祇院) при Міністерстві внутрішніх справ.

## Виноски
1. ↑  Буквальне значання ієрогліфа 伯 означає «біловолосий (白) чоловік (イ)», тобто «старець» або «старійшина»